# Tom Bunk
Tomas Maria Bunk, más conocido como Tom Bunk (Split, el 17 de diciembre de 1945), es un caricaturista croata, conocido especialmente por añadir múltiples y extraños detalles en sus pósteres, caricaturas e ilustraciones creadas para publicaciones tanto estadounidenses como alemanas. 

## Biografía
Hijo de Rudolf G. Bunk y de su esposa Marianne, estudió diseño y bellas artes en la Academia de Artes de Hamburgo, Alemania. En 1973, se mudó a Berlín, donde comenzó a añadir temas humorísticos en sus pinturas al óleo. Después de vender esas pinturas en tres exitosas exposiciones, inició a hacer contribuciones para cómics underground en 1976.
Sus creaciones aparecieron mensualmente en la revista satírica Pardon y otras revistas, cómics y antologías europeas. Después de juntar sus cómics en tres libros, se mudó a Nueva York en 1983 donde inició dibujando para Raw, la revista gráfica publicada y editada por Francoise Mouly y Art Spiegelman. También contribuyó para las tarjetas de colección Topps, incluyendo Wacky Packages y Garbage Pail Kids. En 1993, se convirtió en un artista regular para la revista MAD, y sus contribuciones han llevado a algunos a considerarlo como el Will Elder moderno de la revista, aunque su estilo también recuerda el de Robert Crumb.
Bunk ha continuado realizando pinturas al óleo tanto surreales como humorísticas con extraños personajes en ellas, como él mismo añade:

En mis pinturas, estoy interesado en contar una historia. Me gusta la historia para ser abierta y enigmática. Debería haber una verdad interior, que el espectador se reconozca en su propia manera. Como elementos en mi narración, uso símbolos y su disposición. Me gustan los objetos cotidianos que tienen un significado más allá de lo obvio, un significado metafísico. Cuando pinto trato de mantener un equilibrio entre mi inteligencia, mi intuición y mi enfoque un tanto humorístico. De esta manera guardo la pintura siempre interesante y vivo para mí. Esto es también lo que me gustaría que la pintura sea para el espectador, un rompecabezas estimulante y entretenido.

En su lista de clientes Americanos se incluyen Burger King, Byron Preiss, Silly Productions, Springer International, It's About Time (en asociación con el Instituto Americano de Física, la National Science Foundation y el Instituto Geológico Americano) y la Unicef. Sus clientes en Alemania incluyen: Carlsen Verlag, Ravensburger Verlag, Semmel Verlach, Volksverlag, Weissmann Verlag y en 2008 Frankfurter Allgemeine Zeitung. En adición hace portadas de libros e ilustra libros de texto para secundaria.
Por aproximadamente una década ha contribuido a la revista Quantum, una publicación bimestral de ciancia y matemáticas para estudiantes. Esas publicaciones fueron exhibidas en el 2005 en el New York Hall of Science en Queens y coleccionadas en un libro, Quantoons, publicado por la Asociación Nacional de Maestros de Ciencia de los Estados Unidos en 2006. Arthur Eisenkraft, el coautor de Quantoons, comentó:

Tomas Bunk ha proporcionado una visión del mundo de la física que sólo una artista de MAD y Garbage Pail Kids podría dar. Sus explicaciones por escrito del proceso de creación artística que acompaña a cada ilustración de Quantoons añade una riqueza a la apreciación del arte. Es remarcable como un artista sin conocimientos avanzados de física puede expresar los contenidos de ésta con una visión artista y hacer a la física más personal.